# 檢見川站
檢見川站（日语：／ Kemigawa eki */?）是位於日本千葉縣千葉市花見川區，屬於京成電鐵千葉線的鐵路車站。車站編號是KS54。

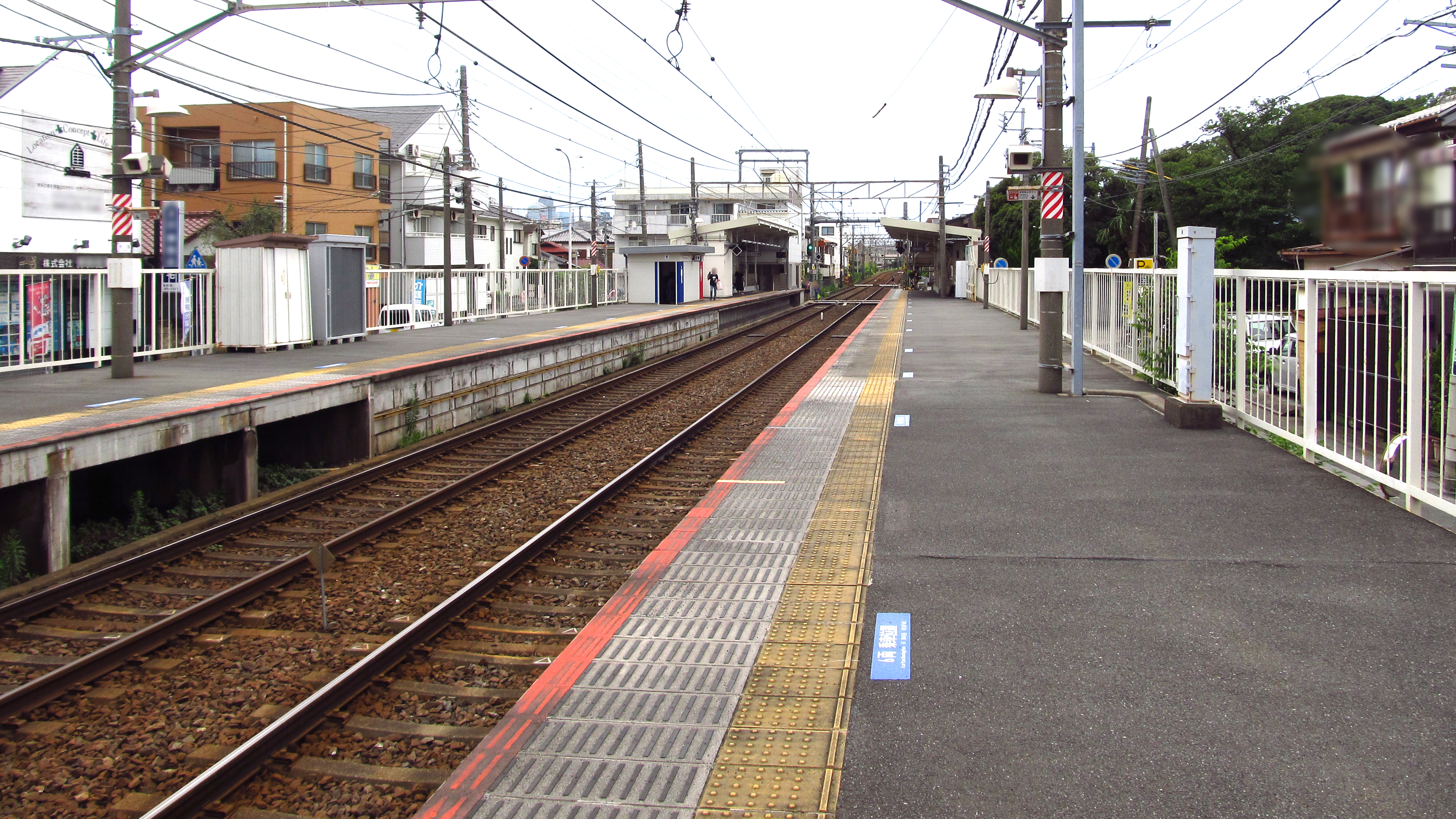
月台（2020年7月）

## 年表
- 1921年（大正10年）7月17日 - 車站啟用。
  - 幕張本鄉站 - 京成稻毛站區間與JR總武線並行。本站是此區間唯一比總武線車站先開業的車站，因此開業時站名未加上『京成』而單稱『檢見川』（亦有為了區別寫作「京成檢見川」的情況）。總武線車站開業時為了區別在站名前加上『新』，為新檢見川』。

## 車站構造
本站是擁有相對式月台2面2線的地面車站，月台之間透過站內平交道連接。
| 月台 | 路線   | 方向 | 目的地                              |
| ---- | ------ | ---- | ----------------------------------- |
| 1    | 千葉線 | 下行 | 津田沼、上野、 成田機場、松戶線方向 |
| 2    | 千葉線 | 上行 | 千葉中央、千原台方向                |

## 使用情況
2017年度一日平均上下車人次為4,022人，京成線內69個車站當中排行第60位。
近年一日平均上車人次推移如下表。
| 年度               | 一日平均 上下車人次 | 一日平均 上車人次 |
| ------------------ | ------------------- | ----------------- |
| 2003年（平成15年） | 3,433               | 1,716             |
| 2004年（平成16年） | 3,354               | 1,700             |
| 2005年（平成17年） | 3,358               | 1,705             |
| 2006年（平成18年） | 3,406               | 1,726             |
| 2007年（平成19年） | 3,412               | 1,733             |
| 2008年（平成20年） | 3,516               | 1,783             |
| 2009年（平成21年） | 3,596               | 1,826             |
| 2010年（平成22年） | 3,577               | 1,820             |
| 2011年（平成23年） | 3,525               | 1,789             |
| 2012年（平成24年） | 3,645               | 1,850             |
| 2013年（平成25年） | 3,739               | 1,900             |
| 2014年（平成26年） | 3,751               |                   |
| 2015年（平成27年） | 3,899               |                   |
| 2016年（平成28年） | 3,928               |                   |
| 2017年（平成29年） | 4,022               |                   |

## 車站周邊
- 千葉檢見川郵便局
- 檢見川神社（日语：検見川神社）
- 花見川（日语：印旛放水路）
- 東關東自動車道
- 新檢見川站 - 步行約5分
- 檢見川濱站 - 步行約30分鐘左右。新檢見川站與檢見川濱站有密集的路線巴士。

## 相鄰車站
京成電鐵
 千葉線
京成幕張（KS53）－檢見川（KS54）－京成稻毛（KS55）

## 外部連結
- 檢見川｜電車與車站資訊｜京成電鐵
- 檢見川站PDF - 京成電鐵